# جوديث بلاك
جوديث بلاك (بالإنجليزية: Judith Black)‏ هي راوية قصص ‏ ومصورة وممثلة أمريكية، ولدت في 1945.